# Chiasmopes lineatus
Espèce
Synonymes
- Spencerella lineata Pocock, 1898
- Spencerella lineata sexmaculata Lessert, 1916

Chiasmopes lineatus est une espèce d'araignées aranéomorphes de la famille des Pisauridae.

## Distribution
Cette espèce se rencontre en Afrique australe, en Afrique centrale et en Afrique de l'Est.

## Description

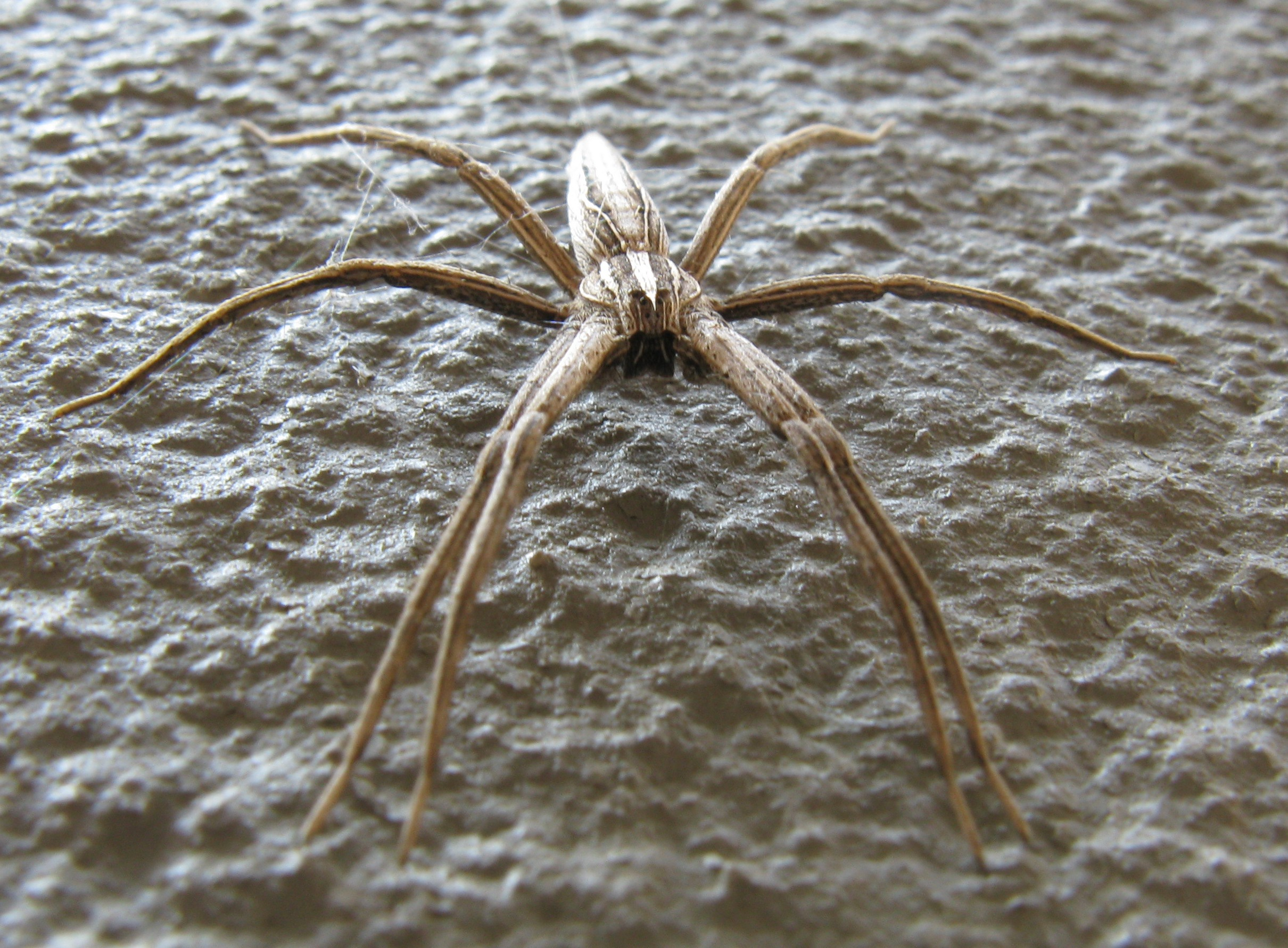
Chiasmopes lineatus

Le mâle holotype mesure 13 mm.

## Publication originale
- Pocock, 1898 : The Arachnida from the province of Natal, South Africa, contained in the collection of the British Museum. Annals and Magazine of Natural History, sér. 7, vol. 2, p. 197-226 (texte intégral).